# Hans Haug (musicien)
Hans Haug, né le 27 juillet 1900 à Bâle et mort le 15 septembre 1967, est un musicien et compositeur suisse.

## Biographie
Hans Haug étudie la musique au Conservatoire de Bâle avec Egon Petri et Ernst Lévy. Il continue sa formation à l'Académie de musique de Munich avec Ferruccio Busoni, Walter Courvoisier et Joseph Pembaur. Après avoir occupé une place de chef d'orchestre à Granges et à Soleure, il devient chef d'orchestre et chef des chœurs du Théâtre de Bâle de 1928 à 1934. Hans Haug se voit ensuite confier la direction des concerts du Kursaal d'Interlaken. Entre 1935 et 1938, il conduit l'orchestre de la Radio suisse romande puis, de 1938 à 1943, l'orchestre radiophonique de Beromünster. Il s'installe ensuite à Rivaz puis, en 1944, à Lausanne où il enseigne la théorie de la musique et la composition au conservatoire. Il est le fondateur de la Chanson romande et il dirige le Chœur de Lausanne. Il entreprend de nombreuses tournées à l'étranger, principalement en France, en Allemagne et en Italie. En 1938, il dirige des concerts à Lausanne avec Ignacy Paderewski. Hans Haug est souvent appelé à siéger dans les jurys des concours internationaux, notamment à Siennes, à Athènes et à Saint-Jacques de Compostelle.
En tant que compositeur, Hans Haug aborde beaucoup de genres. En 1951, son Concerto pour guitare et orchestre obtient le premier prix de l'Académie Chigiana à Sienne. Cette même année, il est lauréat pour la Suisse du Prix Italia, avec son œuvre La Colombe égarée. En 1956, il reçoit le prix de la société des auteurs et compositeurs dramatiques pour son opéra Orphée. Sa pièce Passage de l'Étoile est jouée au Théâtre du Jorat à Mézières et ses ballets sont représentés sur les principales scènes d'Europe et d'Amérique. En 1964, le Chœur d'oratorio et l'Ensemble vocal de Lausanne interprètent sa cantate Michelangelo, pour soli, chœur et orgue. Hans Haug a également apporté ses connaissances aux Feuilles Musicales qui deviennent, en 1963, la Revue Musicale de Suisse Romande. Il a aussi mené des recherches en musicologie, notamment sur l'harmonie naturelle ainsi que sur les correspondances entre musique et peinture.
Hans Haug a formé de nombreux musiciens dont Jean Balissat, Éric Gaudibert et Édouard Garo. À la suite de son décès survenu en septembre 1967, son épouse remet la totalité de l'œuvre de son mari à la Bibliothèque cantonale et universitaire - Lausanne. L'œuvre de Hans Haug contient environ 200 compositions dans beaucoup de genres différents : musique de chambre, musique vocale, concertos, œuvres symphoniques, ballets, opéras, opérettes, oratorios, jeux radiophoniques, festivals, musiques de scène et de films. Un catalogue de son œuvre est publié en 1971.

## Sources
- « Hans Haug », sur la base de données des personnalités vaudoises sur la plateforme « Patrinum » de la Bibliothèque cantonale et universitaire de Lausanne.
- « Hans Haug » dans le Dictionnaire historique de la Suisse en ligne.
- Dictionnaire des musiciens suisses, Atlantis Verlag, Zurich, 1965, p. 157-159
- Pierre Meylan, "Un grand musicien disparaît: Hans Haug", in: Revue musicale de Suisse romande, 1967/4, p. 3-4
- Gazette de Lausanne, 1967/09/16, p. 25
- Gazette de Lausanne, 1964/12/08, p. 6
- Jean-Louis Matthey, Catalogue de l'œuvre de Hans Haug, Bibliothèque cantonale et universitaire, Lausanne, 1971